# Holmbali
Holmbali est un village de la commune de Nganha située dans la Région de l'Adamaoua et le département de la Vina au Cameroun.

## Population
Lors du recensement de 2005, on y a dénombré 187 habitants dont 106 de sexe masculin et 81 de sexe féminin, tandis que les diagnostics du Plan communal de développement (PCD) de la commune de Nganha, réalisé en 2013, ont permis de recenser 241 personnes dont 136 de sexe masculin et 104 de sexe féminin.

## Climat
Nganha bénéficie d'un climat tropical avec une température moyenne de 23,62 °C. Le mois de mars est le plus chaud de l'année avec une température moyenne de 24,6 °C tandis que janvier est le mois le plus froid avec une température moyenne de 21,5 °C. Cependant, cette température peut diminuer jusqu'à atteindre 12,8 °C en décembre, comme elle peut s'élever à 31,5 °C en février.
Concernant les précipitations, on note une variation de 291 mm tout au long de l'année entre 221 mm en août et 0 mm en décembre.

## Projets sociaux et économiques
Le Plan Communal de Développement de Ngan-Ha, élaboré en 2013 et validé par le Conseil Municipal Elargi aux Sectoriels (COMES), a proposé plusieurs projets productifs, sociaux, transversaux, et infrastructurels. Ces derniers visent l'amélioration des conditions de la commune. Ils concernent ainsi tous les villages et notamment Holmbali.

### Projets sociaux
Il y avait cinq projets prioritaires, dont le coût estimatif total de 22 500 000 Francs CFA. On a planifié la construction d’un forage équipé, d'une case communautaire et d’une aire de séchage clôturée des produits agricoles. On a aussi pensé à l'étude de faisabilité en vue de la formation des agriculteurs et éleveurs en montage de projets et celle en vue de la réhabilitation de la piste Ngan-ha - Holmbali : 7 km.

### Projets économiques
Le PCD de la commune de Nganha a mis en place trois projets. Le premier concernait la construction d’un magasin de stockage (ce qui devrait coûter 25 000 000 Francs CFA), le deuxième proposait la construction d’un Hangar de marché, dont le coût estimatif total de 20 000 000 Francs CFA, et le troisième (1 500 000 Francs CFA), impliquait l'étude de faisabilité en vue de l'électrification du village